# Malta na Zimowych Igrzyskach Olimpijskich 2022
Malta na Zimowych Igrzyskach Olimpijskich 2022 – występ kadry sportowców reprezentujących Maltę na igrzyskach olimpijskich, które odbyły się w Pekinie w Chińskiej Republice Ludowej, w dniach 4-20 lutego 2022 roku.
Reprezentacja Malty liczyła jednego zawodnika - kobietę
Był to trzeci start Malty na zimowych igrzyskach olimpijskich.

## Reprezentanci
| Zawodnik       | Konkurencja     | Kwalifikacje | Kwalifikacje | Kwalifikacje | Kwalifikacje | Finał   | Finał   | Finał   | Finał | Finał   | Źródło |
| Zawodnik       | Konkurencja     | Zjazd 1      | Zjazd 2      | Wynik        | Miejsce      | Zjazd 1 | Zjazd 2 | Zjazd 3 | wynik | Pozycja | Źródło |
| -------------- | --------------- | ------------ | ------------ | ------------ | ------------ | ------- | ------- | ------- | ----- | ------- | ------ |
| Jenise Spiteri | halfpipe kobiet | 7,25         | 25,25        | 25,25        | 21.          | NQ      | NQ      | NQ      | NQ    | NQ      | [ 2 ]  |